# شماره شناسایی خودرو
شماره شناسایی خودرو، (به انگلیسی: Vehicle Identification Number) (به‌اختصار: VIN) یک کد ۱۷ رقمی منحصر بفرد است، که شامل اعداد از ۱ تا ۹ و حروف الفبای انگلیسی به جز حروف O و Q که برای جلوگیری از تشابه حذف شده‌اند. این کد که توسط سازمان بین‌المللی استانداردسازی تعریف می‌شود، جهت شناسایی موتور وسایل نقلیه سبک و سنگین، موتورسیکلت‌ها و موتورهای گازی، مورد استفاده قرار می‌گیرد.
این کد را معمولاً زیر لبه شیشه جلو سمت راننده، یا بر روی پلاک پیشرانه خودرو، می‌توان مشاهده کرد.
خودروسازان آمریکایی از سال ۱۹۵۴ در خودروهای خود از این سریال استفاده کردند، ولی به دلیل نبودن استاندارد مشترک، شماره سریال‌های مختلفی را بکار می‌بردند. سپس در سال ۱۹۸۱ سازمان ملی امنیت ترافیک بزرگراه‌های ایالات متحده آمریکا فرمت استاندارد جدیدی را برای شماره شناسایی خودروها ارائه کرد، که امروزه همچنان به قوت خود باقیست.
کاراکتر ۱ از سمت چپ مربوط به نام کشور سازنده و کاراکترهای ۲ و ۳ مربوط به نام کارخانه سازنده خودرو است. کاراکترهای ۴ تا ۸ گویای مشخصاتی چون مدل خودرو، وزن، قدرت پیشرانه، تعداد سیلندرها و… است.
توسط کاراکتر ۹ می‌توان کل شماره شناسایی خودرو را کنترل نمود. کاراکتر ۱۰ مربوط به سالی است، که خودرو در آن تولید شده‌است؛ مثلاً عدد ۸ نشانگر تولید خودرو در سال ۲۰۰۸ است. این کاراکتر بعد از سال ۲۰۱۰ به صورت حروف بیان شده‌است. بدین صورت که سال ۲۰۱۰ با حرف A و سال ۲۰۱۱ با حرف B و… نمایش داده می‌شود.
کاراکتر ۱۱ نشانگر کد کارخانه‌ای است، که خودرو در آن تولید شده‌است. کاراکتر ۱۲ تا ۱۷ نیز شماره سریال خودرو است، که چهار حرف آخر آن، در تمام خودروها باید به صورت عدد بیان شود.

## کارکترهای شماره شناسایی خودرو
کدهای شناسایی جدید، بر اساس دو استاندارد مرتبط ISO 3779 و ISO 3780 طراحی شده‌اند که در اصل توسط سازمان بین‌المللی استاندارد (ISO) در سال‌های ۱۹۷۹ و ۱۹۸۰ صادر شده‌است. اما پیاده‌سازی این استانداردها در آمریکای شمالی و اروپا متفاوت است.
شماره شناسایی خودروها شامل بخش‌های زیر است:

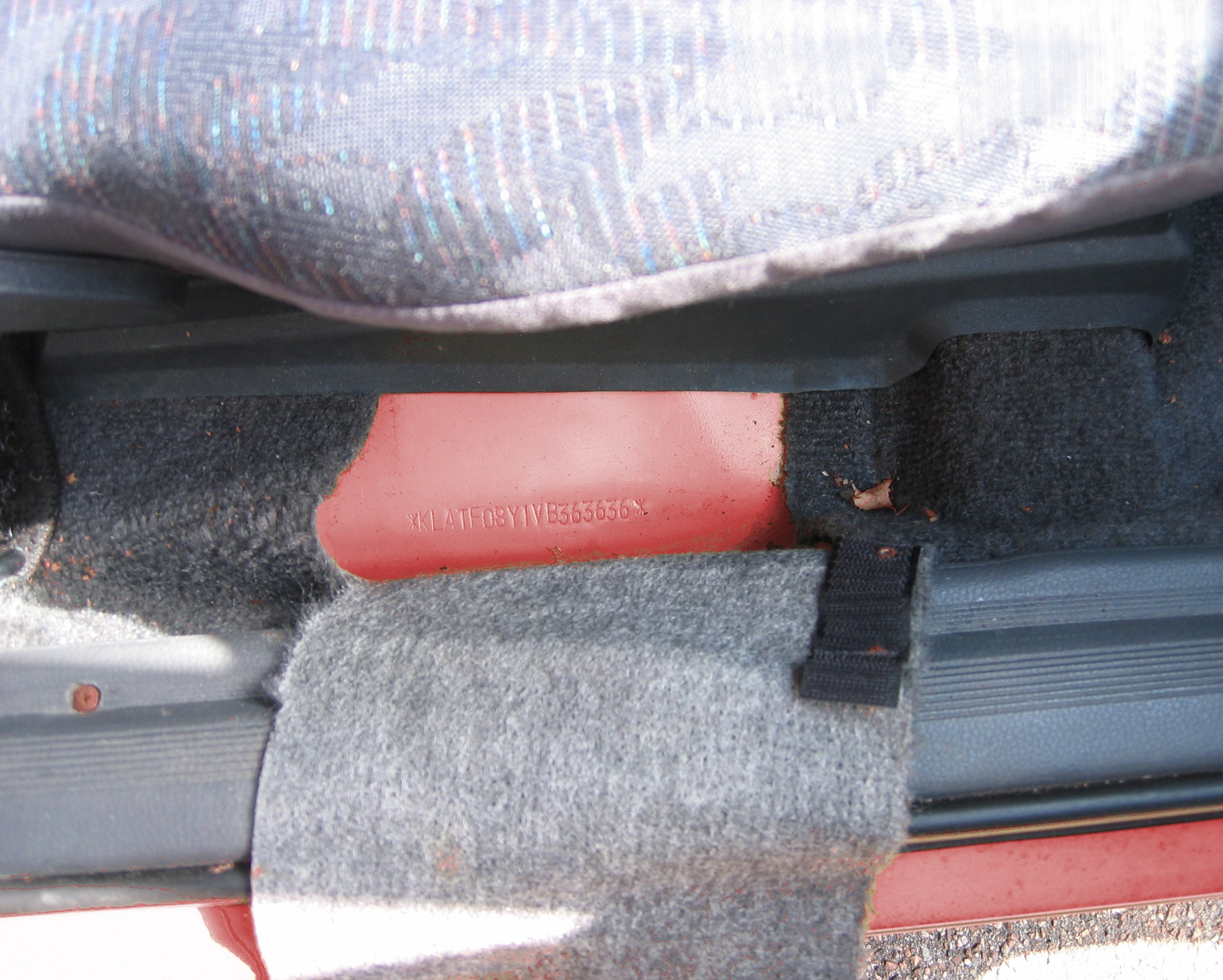
شماره شناسایی خودرو در کنار صندلی سرنشین در یک جی ام با پلت فرم تی

| استاندارد                               | ۱                                                 | ۲                                                 | ۳                      | ۴                                     | ۵                                     | ۶                                     | ۷                                     | ۸                                     | ۹                                     | ۱۰                                                     | ۱۱                                                     | ۱۲                                                     | ۱۳                                                     | ۱۴                                                     | ۱۵                                                     | ۱۶                                                     | ۱۷                                                     |               |               |
| ISO 3779                                | شناسه تولیدکننده جهانی                            | شناسه تولیدکننده جهانی                            | شناسه تولیدکننده جهانی | بخش توصیفگر خودرو (VDS)               | بخش توصیفگر خودرو (VDS)               | بخش توصیفگر خودرو (VDS)               | بخش توصیفگر خودرو (VDS)               | بخش توصیفگر خودرو (VDS)               | بخش توصیفگر خودرو (VDS)               | بخش شناسه خودرو (VIS)                                  | بخش شناسه خودرو (VIS)                                  | بخش شناسه خودرو (VIS)                                  | بخش شناسه خودرو (VIS)                                  | بخش شناسه خودرو (VIS)                                  | بخش شناسه خودرو (VIS)                                  | بخش شناسه خودرو (VIS)                                  | بخش شناسه خودرو (VIS)                                  |               |               |
| اتحادیه اروپا بیش از ۵۰۰ خودرو در سال   | شناسه تولیدکننده جهانی                            | شناسه تولیدکننده جهانی                            | شناسه تولیدکننده جهانی | نشان دهندهٔ "مشخصات عمومی وسیله نقلیه" | نشان دهندهٔ "مشخصات عمومی وسیله نقلیه" | نشان دهندهٔ "مشخصات عمومی وسیله نقلیه" | نشان دهندهٔ "مشخصات عمومی وسیله نقلیه" | نشان دهندهٔ "مشخصات عمومی وسیله نقلیه" | نشان دهندهٔ "مشخصات عمومی وسیله نقلیه" | نشانه‌ای که "شناسایی واضح یک وسیله خاص" را فراهم می‌کند  | نشانه‌ای که "شناسایی واضح یک وسیله خاص" را فراهم می‌کند  | نشانه‌ای که "شناسایی واضح یک وسیله خاص" را فراهم می‌کند  | نشانه‌ای که "شناسایی واضح یک وسیله خاص" را فراهم می‌کند  | نشانه‌ای که "شناسایی واضح یک وسیله خاص" را فراهم می‌کند  | نشانه‌ای که "شناسایی واضح یک وسیله خاص" را فراهم می‌کند  | نشانه‌ای که "شناسایی واضح یک وسیله خاص" را فراهم می‌کند  | نشانه‌ای که "شناسایی واضح یک وسیله خاص" را فراهم می‌کند  |               |               |
| اتحادیه اروپا 500 خودرو یا کمتر در سال  | [[#شناسه تولیدکننده جهانی\|شناسه تولیدکننده جهانی | [[#شناسه تولیدکننده جهانی\|شناسه تولیدکننده جهانی | ۹]]                    | نشان دهندهٔ "مشخصات عمومی وسیله نقلیه" | نشان دهندهٔ "مشخصات عمومی وسیله نقلیه" | نشان دهندهٔ "مشخصات عمومی وسیله نقلیه" | نشان دهندهٔ "مشخصات عمومی وسیله نقلیه" | نشان دهندهٔ "مشخصات عمومی وسیله نقلیه" | نشان دهندهٔ "مشخصات عمومی وسیله نقلیه" | نشانه‌ای که "شناسایی واضح یک وسیله خاص" را فراهم می‌کند" | نشانه‌ای که "شناسایی واضح یک وسیله خاص" را فراهم می‌کند" | نشانه‌ای که "شناسایی واضح یک وسیله خاص" را فراهم می‌کند" | نشانه‌ای که "شناسایی واضح یک وسیله خاص" را فراهم می‌کند" | نشانه‌ای که "شناسایی واضح یک وسیله خاص" را فراهم می‌کند" | نشانه‌ای که "شناسایی واضح یک وسیله خاص" را فراهم می‌کند" | نشانه‌ای که "شناسایی واضح یک وسیله خاص" را فراهم می‌کند" | نشانه‌ای که "شناسایی واضح یک وسیله خاص" را فراهم می‌کند" |               |               |
| آمریکای شمالی بیش از ۲۰۰۰ دستگاه در سال | شناسه تولیدکننده جهانی                            | شناسه تولیدکننده جهانی                            | شناسه تولیدکننده جهانی | ویژگی‌های خودرو                        | ویژگی‌های خودرو                        | ویژگی‌های خودرو                        | ویژگی‌های خودرو                        | ویژگی‌های خودرو                        | کاراکتر چک                            | مدل سال                                                | کد کارخانه                                             | اعدادی متوالی                                          | اعدادی متوالی                                          | اعدادی متوالی                                          | اعدادی متوالی                                          | اعدادی متوالی                                          | اعدادی متوالی                                          | اعدادی متوالی | اعدادی متوالی |
| آمریکای شمالی ۲۰۰۰ خودرو یا کمتر در سال | [[#شناسه تولیدکننده جهانی\|شناسه تولیدکننده جهانی | [[#شناسه تولیدکننده جهانی\|شناسه تولیدکننده جهانی | ۹]]                    | ویژگی‌های خودرو                        | ویژگی‌های خودرو                        | ویژگی‌های خودرو                        | ویژگی‌های خودرو                        | ویژگی‌های خودرو                        | کاراکتر چک                            | مدل سال                                                | کد کارخانه                                             | شناسه تولیدکننده جهانی                                 | شناسه تولیدکننده جهانی                                 | شناسه تولیدکننده جهانی                                 | اعدادی متوالی                                          | اعدادی متوالی                                          | اعدادی متوالی                                          |               |               |

### شناسه تولیدکننده جهانی
شناسه تولیدکننده جهانی (به انگلیسی: world manufacturer identifier) (به‌اختصار: WMI) یک کد منحصر به فرد برای هر خودروساز می‌باشد که دارای سه کاراکتر می‌باشد. خودروسازی که کمتر از ۱۰۰۰ دستگاه در ایزو ۳۷۷۹ (و یا کمتر از ۵۰۰ دستگاه در اروپا و کمتر از ۲۰۰۰ دستگاه در آمریکای شمالی) تولید کند، در کاراکتر سوم از عدد ۹ استفاده می‌کند. برخی از خودرو سازان، کاراکتر سوم را برای بیان تفاوت بین محصولات تولیدی خود (برای مثال، برای ایجاد تفاوت بین سواری، اتوبوس یا کامیون) یا برند تحت تولید خود (مثلا 1G1 شورولت و 1G2 پونتیاک از محصولات جنرال موتورز یا VF3 برند پژو و VF4 برند سیتروئن از محصولات گروه پی‌اس‌ای) یا هر دو مورد اختصاص می‌دهند.
اولین کاراکتر از این شناسه، منطقه ایست که خودروساز در آن قرار دارد. درعمل به هر کشور، کدی منحصر به فرد اختصاص داده شده‌است؛ هرچند خودروسازان اروپایی که مقر اصلی آنها در یک کشور است و محصولات آنها در کشورهای دیگر اروپا تولید می‌شود، می‌توانند کد کشور اصلی را استفاده کنند. به‌طور مثال مقر اصلی اوپل در آلمان است و تمام خودروهای تولیدی اوپل در آلمان، اسپانیا، انگلیس و لهستان از کد اختصاصی کشور آلمان و به صورت W0L استفاده می‌کنند.

#### کد کشورها
توجه داشته باشید که در این جدول، اعداد پس از حروف در نظر گرفته شده‌اند و عدد صفر به عنوان عدد پس از ۹ در نظر گرفته می‌شود. (به‌طور مثال بازهٔ 8X-۸۲ به این شکل می‌شود: 8X, 8Y, 8Z, 81, 82)
| A–H = آفریقا | J–R = آسیا | S–Z = اروپا | ۱–۵ = آمریکای شمالی | ۶–۷ = اقیانوسیه                                                          | ۸–۹ = آمریکای جنوبی |
| --- | --- | --- | --- | ------------------------------------------------------------------------ | --- |
| AA-AH آفریقای جنوبی AJ-AN ساحل عاج AP-A0 تخصیص داده نشده BA-BE آنگولا BF-BK کنیا BL-BR تانزانیا BS-B0 تخصیص داده نشده CA-CE بنین CF-CK ماداگاسکار CL-CR تونس CS-C0 تخصیص داده نشده DA-DE مصر DF-DK مراکش DL-DR زامبیا DS-D0 تخصیص داده نشده EA-EE اتیوپی EF-EK موزامبیک EL-E0 تخصیص داده نشده FA-FE غنا FF-FK نیجریه FL-F0 تخصیص داده نشده GA-G0 تخصیص داده نشده HA-H0 تخصیص داده نشده | JA-J0 ژاپن IR-LD ایران KA-KE سریلانکا KF-KK اسرائیل KL-KR کره جنوبی KS-K0 قزاقستان LA-L0 چین MA-ME هند MF-MK اندونزی ML-MR تایلند MS-M0 تخصیص داده نشده NA-NE ایران NF-NK پاکستان NL-NR ترکیه NS-N0 تخصیص داده نشده PA-PE فیلیپین PF-PK سنگاپور PL-PR مالزی PS-P0 تخصیص داده نشده RA-RE امارات متحده عربی RF-RK تایوان RL-RR ویتنام RS-R0 عربستان سعودی | SA-SM بریتانیا SN-ST آلمان شرقی SU-SZ لهستان S1-S4 لتونی S5-S0 تخصیص داده نشده TA-TH سوئیس TJ-TP جمهوری چک TR-TV مجارستان TW-T1 پرتغال T2-T0 تخصیص داده نشده UA-UG تخصیص داده نشده UH-UM دانمارک UN-UT ایرلند UU-UZ رومانی U1-U4 تخصیص داده نشده U5-U7 اسلواکی U8-U0 تخصیص داده نشده VA-VE اتریش VF-VR فرانسه VS-VW اسپانیا VX-V2 صربستان V3-V5 کرواسی V6-V0 استونی WA-W0 آلمان غربی XA-XE بلغارستان XF-XK یونان XL-XR هلند XS-XW اتحاد جماهیر شوروی XX-X2 لوکزامبورگ X3-X0 روسیه YA-YE بلژیک YF-YK فنلاند YL-YR مالت YS-YW سوئد YX-Y2 نروژ Y3-Y5 بلاروس Y6-Y0 اوکراین ZA-ZR ایتالیا ZS-ZW تخصیص داده نشده ZX-Z2 اسلوونی Z3-Z5 لیتوانی Z6-Z0 تخصیص داده نشده | 1A-۱۰ ایالات متحده آمریکا 2A-۲۰ کانادا 3A-۳۷ مکزیک ۳۸–۳۹ جزایر کیمن 4A-۴۰ ایالات متحده آمریکا 5A-۵۰ ایالات متحده آمریکا | 6A-6W استرالیا 6X-۶۰ تخصیص داده نشده 7A-7E نیوزلند 7F-۷۰ تخصیص داده نشده | 8A-8E آرژانتین 8F-8K شیلی 8L-8R اکوادور 8S-8W پرو 8X-۸۲ ونزوئلا ۸۳–۸۰ تخصیص داده نشده 9A-9E برزیل 9F-9K کلمبیا 9L-9R پاراگوئه 9S-9W اروگوئه 9X-۹۲ ترینیداد و توباگو ۹۳–۹۹ برزیل ۹۰ تخصیص داده نشده |

### بخش توصیفگر خودرو (VDS)
بخش توصیفگر خودرو (به انگلیسی: Vehicle Descriptor Section) (به‌اختصار: VDS) شامل کاراکترهای چهارم تا نهم در ایزو ۳۷۷۹ و اتحادیه اروپا و چهارم تا هشتم در آمریکای شمالی می‌شود. این کد مطابق با قوانین محلی هر خودروساز در شناسه خودروها استفاده می‌شود و شامل اطلاعاتی از قبیل پلت فرم، مدل، نوع بدنه، سطح امکانات و آپشن، نوع موتور و … می‌باشد. هر خودروساز، از فرمت منحصر به فرد خود در این بخش استفاده می‌کند. به‌طور مثال در جنرال موتورز، رقم هشتم معرف نوع موتور است در حالیکه در گروه پی‌اس‌ای، رقم هشتم معرف سطح امکانات و آپشن خودرو بوده و کاراکترهای ششم تا هشتم معرف موتور می‌باشد.

#### کاراکتر چک
این کاراکتر در جایگاه نهم در شماره شناسایی خودروهای ساخت آمریکای شمالی قرار دارد.

### بخش شناسه خودرو (VIS)
بخش شناسه خودرو (به انگلیسی: Vehicle Identifier Section) (به‌اختصار: VIS)شامل کاراکترهای دهم تا هفدهم در شماره شناسایی خودروهاست. این قسمت شامل یک سریال منحصر به فرد است که توسط خودروساز برای شناسایی وسیله نقلیه مورد استفاده قرار می‌گیرد. در آمریکای شمالی ۵ رقم انتهایی باید عدد باشند.

#### مدل سال
این قسمت که در جایگاه کاراکتر دهم قرار می‌گیرد، فقط در خودروهای ساخت آمریکای شمالی کاربرد دارد. علاوه بر حروف O, Q و I که به‌طور کل در شماره شناسایی خودروها به کار نمی‌رود، حروف U,Z و عدد صفر نیز در این جایگاه قابل استفاده نیست.

#### کد کارخانه
این کد که در جایگاه کاراکتر یازدهم قرار می‌گیرد نیز مخصوص خودروهای ساخت آمریکای شمالی بوده و بیان کننده کارخانه تولیدکننده آن خودرو می‌باشد. هر خودروساز از کدگذاری ویژه خود در این قسمت استفاده می‌کند.

### لیست شناسه‌های مورد استفاده در دنیا
| WMI                       | تولیدکننده                    |
| ------------------------- | ----------------------------- |
| AAV (آفریقای جنوبی)       | فولکس واگن                    |
| AFA (آفریقای جنوبی)       | فورد                          |
| CL9 (تونس)                | والیز کار                     |
| JA (ژاپن)                 | ایسوزو                        |
| JC1 (ژاپن)                | فیات اتومبیلز/مزدا            |
| JF (ژاپن)                 | صنایع سنگین فوجی              |
| JHL (ژاپن)                | هوندا                         |
| JHM (ژاپن)                | هوندا                         |
| JMB (ژاپن)                | میتسوبیشی موتورز              |
| JM6 (ژاپن)                | مزدا                          |
| JN (ژاپن)                 | نیسان                         |
| JS (ژاپن)                 | سوزوکی                        |
| JT (ژاپن)                 | تویوتا                        |
| JY (ژاپن)                 | یاماها                        |
| KL (کره جنوبی)            | دوو موتورز/جی‌ام کره           |
| KMH (کره جنوبی)           | هیوندای موتور                 |
| KN (کره جنوبی)            | کیا موتورز                    |
| KPT (کره جنوبی)           | سانگ‌یانگ                      |
| L6T (چین)                 | جیلی                          |
| LBE (چین)                 | هیوندای پکن                   |
| LBV (چین)                 | بی‌ام‌و برلیانس                 |
| LDC (چین)                 | دانگ فنگ پژو سیتروئن          |
| LE4 (چین)                 | بنز پکن                       |
| LFM (چین)                 | سیچوان فاو تویوتا موتور       |
| LFP (چین)                 | گروه فاو                      |
| LFV (چین)                 | فاو-فولکس‌واگن                 |
| LGB (چین)                 | دانگ فنگ نیسان                |
| LGJ (چین)                 | دانگ فنگ فنگشن                |
| LGW (چین)                 | گریت وال موتورز (هاول)        |
| LGX (چین)                 | بی‌وای‌دی                       |
| LH1 (چین)                 | هایما                         |
| LHG (چین)                 | گوانکی هوندا                  |
| LJD (چین)                 | دانگ فنگ یودآ کیا             |
| LLV (چین)                 | گروه لیفان                    |
| LMG (چین)                 | ترومچی گاک                    |
| LPA (چین)                 | چانگان پی اس ای               |
| LS5 (چین)                 | چانگان سوزوکی                 |
| LSG (چین)                 | سایک جی ام                    |
| LSJ (چین)                 | سایک ام جی                    |
| LSV (چین)                 | شانگهای فولکس‌واگن             |
| LTV (چین)                 | فاو تویوتا                    |
| LVG (چین)                 | گاک تویوتا                    |
| LVH (چین)                 | دانگ فنگ هوندا                |
| LVR (چین)                 | چانگان مزدا                   |
| LVS (چین)                 | چانگان فورد                   |
| LVV (چین)                 | چری اتومبیل                   |
| LWV (چین)                 | گاک فیات                      |
| LZW (چین)                 | سایک جی ام وولینگ             |
| NAA (ایران)               | ایران خودرو                   |
| NAD (ایران)               | سایپا دیزل                    |
| NAG (ایران)               | گروه بهمن                     |
| NAP (ایران)               | پارس خودرو                    |
| NAS (ایران)               | سایپا                         |
| NAT (ایران)               | مدیران خودرو (چری)            |
| NMT (ترکیه)               | تویوتا                        |
| NM0 (ترکیه)               | فورد اتوسان                   |
| PL1 (مالزی)               | پروتون هولدینگ                |
| SAJ (بریتانیا)            | جگوار کارز                    |
| SAL (بریتانیا)            | لندرور                        |
| SAR (بریتانیا)            | روور                          |
| SAT (بریتانیا)            | تریومف                        |
| SB1 (بریتانیا)            | تویوتا                        |
| SCC (بریتانیا)            | لوتوس کارز                    |
| SCE (بریتانیا)            | DMC                           |
| SFD (بریتانیا)            | الکساندر دنیس                 |
| SHH (بریتانیا)            | هوندا                         |
| SHS (بریتانیا)            | هوندا                         |
| SJN (بریتانیا)            | نیسان                         |
| TCC (سوئیس)               | میکرو کامپکت کار              |
| TMA (جمهوری چک)           | هیوندای موتور                 |
| TMB (جمهوری چک)           | اشکودا                        |
| TRU (مجارستان)            | آئودی                         |
| TSM (مجارستان)            | سوزوکی                        |
| U5Y (اسلواکی)             | کیا موتورز                    |
| UU (رومانی)               | داچیا                         |
| VA0 (اتریش)               | اُ‌آاف                          |
| VF1 (فرانسه)              | رنو                           |
| VF2 (فرانسه)              | رنو                           |
| VF3 (فرانسه)              | پژو                           |
| VF4 (فرانسه)              | تالبوت                        |
| VF5 (فرانسه)              | اویکو                         |
| VF6 (فرانسه)              | رنو تراکس/ولوو                |
| VF7 (فرانسه)              | سیتروئن                       |
| VF8 (فرانسه)              | ماترا                         |
| VF9 (فرانسه)              | بوگاتی                        |
| VFE (فرانسه)              | اتوبوس اویکو                  |
| VNK (فرانسه)              | تویوتا                        |
| VSS (اسپانیا)             | سیات                          |
| VV9 (اسپانیا)             | تایرو اسپرت                   |
| WAG (آلمان)               | نئوپلان                       |
| WAU (آلمان)               | آئودی                         |
| WAP (آلمان)               | آلپینا                        |
| WBA (آلمان)               | ب‌ام‌و                          |
| WBS (آلمان)               | ب‌ام‌و ام                       |
| WBX (آلمان)               | BMW                           |
| WDB (آلمان)               | مرسدس بنز                     |
| WDC, WDD, WMX (آلمان)     | دایملر آ گ                    |
| WEB (آلمان)               | اوو باس                       |
| WF0 (آلمان)               | فورد اروپا                    |
| WJM (آلمان)               | اویکو                         |
| WJR (آلمان)               | ایرمستشر                      |
| WKK (آلمان)               | Karl Kässbohrer Fahrzeugwerke |
| WMA (آلمان)               | ام آ ان                       |
| WME (آلمان)               | اسمارت                        |
| WMW (آلمان)               | مینی (بی‌ام‌دبلیو)              |
| WP0 (آلمان)               | پورشه سواری                   |
| WP1 (آلمان)               | پورشه SUV                     |
| WUA (آلمان)               | کواترو                        |
| WVG (آلمان)               | فولکس واگن                    |
| WVW (آلمان)               | فولکس واگن                    |
| WV1 (آلمان)               | وسایل نقلیه تجاری فولکس‌واگن   |
| WV2 (آلمان)               | وسایل نقلیه تجاری فولکس‌واگن   |
| W0L (آلمان)               | اوپل/واکسول                   |
| W0SV (آلمان)              | خودروهای خاص اوپل             |
| XLR (هلند)                | داف تراکس                     |
| YK1 (فنلاند)              | ساب                           |
| YS2 (سوئد)                | اسکانیا در شهر سودتلیا        |
| YS3 (سوئد)                | ساب                           |
| YS4 (سوئد)                | اسکانیا در شهر کاترینهولم     |
| YTN (سوئد)                | خودروی برقی ملی سوئد          |
| YV1 (سوئد)                | ولوو کارز                     |
| YV2 (سوئد)                | ولوو تراکز                    |
| YV3 (سوئد)                | ولوو باس                      |
| ZA9 (ایتالیا)             | بوگاتی                        |
| ZAM (ایتالیا)             | مازراتی                       |
| ZAR (ایتالیا)             | آلفا رومئو                    |
| ZCF (ایتالیا)             | اویکو                         |
| ZFA (ایتالیا)             | فیات اتومبیلز                 |
| ZFF (ایتالیا)             | فراری                         |
| ZGA (ایتالیا)             | اویکو باس                     |
| ZHW (ایتالیا)             | لامبورگینی                    |
| ZLA (ایتالیا)             | لانچیا                        |
| 1B (ایالات متحده آمریکا)  | داج                           |
| 1C (ایالات متحده آمریکا)  | کرایسلر                       |
| 1F (ایالات متحده آمریکا)  | فورد                          |
| 1G (ایالات متحده آمریکا)  | جنرال موتورز                  |
| 1G1 (ایالات متحده آمریکا) | شورولت                        |
| 1G3 (ایالات متحده آمریکا) | اولدزموبیل                    |
| 1G9 (ایالات متحده آمریکا) | گوگل                          |
| 1GC (ایالات متحده آمریکا) | شورولت                        |
| 1GM (ایالات متحده آمریکا) | پونتیاک                       |
| 1HG (ایالات متحده آمریکا) | هوندا                         |
| 1J (ایالات متحده آمریکا)  | جیپ                           |
| 1L (ایالات متحده آمریکا)  | شرکت لینکلن موتور             |
| 1M (ایالات متحده آمریکا)  | مرکوری                        |
| 1N (ایالات متحده آمریکا)  | نیسان                         |
| 1VW (ایالات متحده آمریکا) | فولکس واگن                    |
| 1YV (ایالات متحده آمریکا) | مزدا                          |
| 2DG (کانادا)              | Ontario Drive & Gear          |
| 2F (کانادا)               | فورد                          |
| 2G (کانادا)               | جنرال موتورز                  |
| 2G1 (کانادا)              | شورولت                        |
| 2G2 (کانادا)              | پونتیاک                       |
| 2HG (کانادا)              | هوندا                         |
| 2HH (کانادا)              | آکیورا                        |
| 2HJ (کانادا)              | هوندا                         |
| 2HK (کانادا)              | هوندا                         |
| 2HM (کانادا)              | هیوندای موتور                 |
| 2M (کانادا)               | مرکوری                        |
| 2T (کانادا)               | تویوتا                        |
| 3F (مکزیک)                | فورد                          |
| 3G (مکزیک)                | جنرال موتورز                  |
| 3HG (مکزیک)               | هوندا                         |
| 3HM (مکزیک)               | هوندا                         |
| 3N (مکزیک)                | نیسان                         |
| 3VW (مکزیک)               | فولکس واگن                    |
| 4F (ایالات متحده آمریکا)  | مزدا                          |
| 4J (ایالات متحده آمریکا)  | مرسدس بنز                     |
| 4M (ایالات متحده آمریکا)  | مرکوری                        |
| 4S3 (ایالات متحده آمریکا) | سوبارو                        |
| 4S4 (ایالات متحده آمریکا) | سوبارو                        |
| 4S6 (ایالات متحده آمریکا) | هوندا                         |
| 4T (ایالات متحده آمریکا)  | تویوتا                        |
| 4US (ایالات متحده آمریکا) | بی ام و                       |
| 5FN (ایالات متحده آمریکا) | هوندا                         |
| 5J6 (ایالات متحده آمریکا) | هوندا                         |
| 5L (ایالات متحده آمریکا)  | لینکلن                        |
| 5T (ایالات متحده آمریکا)  | تویوتا                        |
| 5X (ایالات متحده آمریکا)  | هیوندای/کیا موتورز            |
| 5YJ (ایالات متحده آمریکا) | تسلا                          |
| ۵۵ (ایالات متحده آمریکا)  | مرسدس بنز                     |
| 6F (استرالیا)             | فورد                          |
| 6G (استرالیا)             | جنرال موتورز                  |
| 6G1 (استرالیا)            | شورولت                        |
| 6G2 (استرالیا)            | پونتیاک                       |
| 6H (استرالیا)             | هالدن                         |
| 6MM (استرالیا)            | میتسوبیشی                     |
| 6T1 (استرالیا)            | تویوتا                        |
| 8AP (آرژانتین)            | فیات                          |
| 8AT (آرژانتین)            | اویکو                         |
| 9BD (برزیل)               | فیات اتومبیلز                 |
| 9BW (برزیل)               | فولکس واگن                    |
| 93H (برزیل)               | هوندا                         |
| 93W (برزیل)               | فیات پروفشنال                 |
| 93Z (برزیل)               | اویکو                         |
| 9BH (برزیل)               | هیوندای                       |
| 9BS (برزیل)               | اسکانیا                       |